# ニコラ・ミホフ

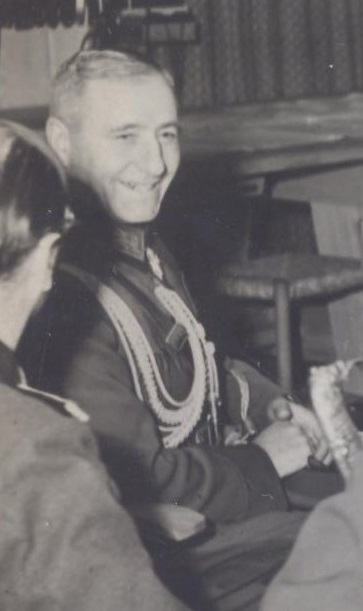
ニコラ・ミホフ

ニコラ・ミホフ（Никола Михов；1891年11月29日 - 1945年2月1日）は、ブルガリアの軍人、政治家。中将。

## 概要
ヴェリコ・タルノヴォ出身で1911年に砲兵学校を卒業した。砲兵分隊長として、バルカン戦争と第一次世界大戦に従軍した。
第一次世界大戦後、ブルガリア軍で各職を歴任した。1938年～1941年、軍事アカデミー校長に就任し、その後砲兵総監に就任した。1941年、第5軍団長に任命され、マケドニア占領に参加した。1941年～1942年、バルカン半島で軍を指揮し、占領任務を遂行した。1942年4月～1943年9月、国防相に就任し、首相のボグダン・フィロフの庇護を得、軍内の反対派との闘争を活発化させた。1943年9月、キリル公及びフィロフと共にシメオン2世の摂政となる。
ソ連軍によるブルガリア占領後、1944年9月9日に罷免され逮捕された。1945年1月1日、ブルガリア人民裁判により死刑を言い渡された。同年2月1日に執行された。